# San Antonio de Lípez
San Antonio de Lípez ist eine Ortschaft im Departamento Potosí im südamerikanischen Anden-Staat Bolivien.

## Lage im Nahraum
San Antonio de Lípez ist der zentrale Ort des gleichnamigen Kanton San Antonio de Lípez im Municipio San Pablo de Lípez in der Provinz Sur Lípez. Die Ortschaft liegt auf einer Höhe von 4678 m am rechten Ufer des Río Salado, der von den Hängen des Cerro Lípez kommend in nördlicher Richtung fließt und sich etwa fünfzehn Kilometer flussabwärts mit dem Río Guadalupe zum Río Grande de Lípez vereinigt und weiter zum Salar de Uyuni fließt.

## Geographie
San Antonio liegt im südlichen Teil der bolivianischen Hochebene in der Cordillera de Lípez. Die Region weist ein ausgeprägtes Tageszeitenklima auf, bei dem die mittleren Temperaturen im Tagesverlauf stärkere Schwankungen aufweisen als im Jahresverlauf.
Die Jahresdurchschnittstemperatur der Region liegt nur knapp über dem Gefrierpunkt (siehe Klimadiagramm San Antonio de Lípez), die Monatsdurchschnittstemperaturen schwanken nur unwesentlich zwischen minus 4 °C im Juni/Juli und knapp 8 °C im Dezember/Januar. Der Jahresniederschlag ist mit 150 mm sehr niedrig, er liegt von April bis Oktober bei weniger als 5 mm Monatsdurchschnitt, nur in den Südsommermonaten November bis März fallen nennenswerte Niederschläge.

## Verkehrsnetz
San Antonio de Lípez liegt in einer Entfernung von 507 Straßenkilometern südwestlich von Potosí, der Hauptstadt des gleichnamigen Departamentos.
Von Potosí aus führt die Nationalstraße Ruta 5 in südwestlicher Richtung 208 Kilometer bis Uyuni, von dort die Ruta 21 über weitere 96 Kilometer bis Atocha. Von Atocha aus führt eine Landstraße in südöstlicher Richtung entlang der alten Bahnlinie 23 Kilometer bis Escoriani und verlässt die Bahnlinie dann in südwestlicher Richtung. Sie erreicht nach dreizehn Kilometern Tatasi und nach weiteren 29 Kilometern San Vicente. Von dort aus führt eine unbefestigte aber recht gut ausgebaute Landstraße in südwestlicher Richtung, die auf ihrem Weg eine Passhöhe von etwa 4750 m Höhe überwindet und nach 88 Kilometern San Pablo de Lípez erreicht. Von dort sind es bis San Antonio de Lípez noch einmal fünfzig Kilometer in südwestlicher Richtung.

## Bevölkerung
Die Einwohnerzahl der Ortschaft ist in dem Jahrzehnt zwischen den letzten beiden Volkszählungen aufgrund der drastisch reduzierten Bergbauförderung um etwa ein Drittel zurückgegangen. Detaildaten der aktuellen Volkszählung von 2012 liegen derzeit noch nicht vor:
| Jahr | Einwohner | Quelle       |
| ---- | --------- | ------------ |
| 1992 | 373       | Volkszählung |
| 2001 | 252       | Volkszählung |
| 2012 | 268       | Volkszählung |
| 2024 |           | Volkszählung |

Die Region weist einen hohen Anteil an Quechua-Bevölkerung auf, im Municipio San Pablo sprechen 80,9 Prozent der Bevölkerung Quechua.